# Friedrich Christian Heinrich von Plettenberg
Friedrich Christian Heinrich Freiherr von Plettenberg (* 1682; † 22. Dezember 1752) war Dompropst in Münster, Domherr in Paderborn, Münsterischer Geheimer Rat, Regierungs- und Hofkammerpräsident sowie Oberjägermeister.

## Leben

### Herkunft und Familie
Friedrich Christian Heinrich Freiherr von Plettenberg entstammte als Sohn des Caspar Dietrich von Plettenberg zu Lenhausen und Marhulsen (Niederlande) und der Anna Gertrud von Pallandt zu Keppel dem uralten westfälischen Adelsgeschlecht von Plettenberg. Aus dem Familienstamm sind zahlreiche Persönlichkeiten hervorgegangen. Der Domherr Johann Mauritz von Plettenberg war sein Bruder.

### Werdegang und Wirken
Am 26. April 1705 erhielt Friedrich Christian die erste Tonsur und im Jahre 1713 eine Dompräbende, nachdem Friedrich Mauritz von Plettenberg (ein entfernter Verwandter) verzichtet hatte. Am 11. Juli 1713 wurde er aufgeschworen. Bischof Clemens August verlieh ihm am 24. November 1727 das Vizedominat, und zwei Jahre später erhielt er die Ernennung zum Geheimen Land- und Kriegsrat. Am 16. November 1729 wurde er Propst am Alten Dom. Die Wahl zum Domscholaster fiel auf den 31. März 1730. Das Domkapitel wählte ihn am 23. Januar 1732 zum Dompropst. Die Bestätigung durch den Papst Clemens XII. folgte am 15. Februar 1732. Den vorgeschriebenen Eid leistete er am 22. März.
Am 19. Januar 1738 war die Einsetzung als Präsident der münsterischen Regierung. Die Bestallung zum Generalkommissar der Hofkammer folgte am 22. Oktober 1748.
Friedrich Christian starb 1752 als letzter der Linie Marhülsen. Sein Grabstein befindet sich im Domkreuzgang. Er hinterließ ein beachtliches Vermögen von rund 70.000 Reichstalern. Über seinen Nachlass gab es eine gerichtliche Auseinandersetzung.

## Sonstiges
1722 erwarb Friedrich Christian den Wohnbereich Dyckburg und ließ vom westfälischen Baumeister Johann Conrad Schlaun (1695–1773) einen Teil der Dyckburg-Kirche als Hofkapelle zu Ehren der Muttergottes nach dem Vorbild der Basilika vom Heiligen Haus in Loreto (Italien) erbauen, die im Jahre 1740 eingeweiht wurde.